# メマツヨイグサ
メマツヨイグサ（雌待宵草、学名: Oenothera biennis）は、アカバナ科マツヨイグサ属の2年草。道端や荒れ地などに生える雑草。北アメリカ原産で、日本では帰化植物の一つ。中国名は、月見草（別名：山芝麻）。原産地のアメリカ原住民は傷などに利用し、今日では月見草油としても用いられるが、その効果を裏付ける研究は十分ではない。

## 形態・生態
二年草。草丈は30 - 150センチメートル (cm) 。茎に上向きの毛をもつ。オオマツヨイグサ（Oenothera glazioviana）に似ているが、茎や果実の毛はやや軟らかく、毛の基部は赤くならない。
葉の先端はとがり、浅い鋸歯がある。根生葉は先が尖り、葉面はほとんど波打たず、鋸歯の数が多くて明瞭である。葉の主脈はしばしば赤くなる。花の咲いているうちから下葉から紅葉していく。
花は、夕方黄色い花が咲く。花径は2.2 - 3 cmでオオマツヨイグサよりも小さく、花が萎れても赤くならない。萼片は淡緑色。果実はオオマツヨイグサよりも、やや大きい。

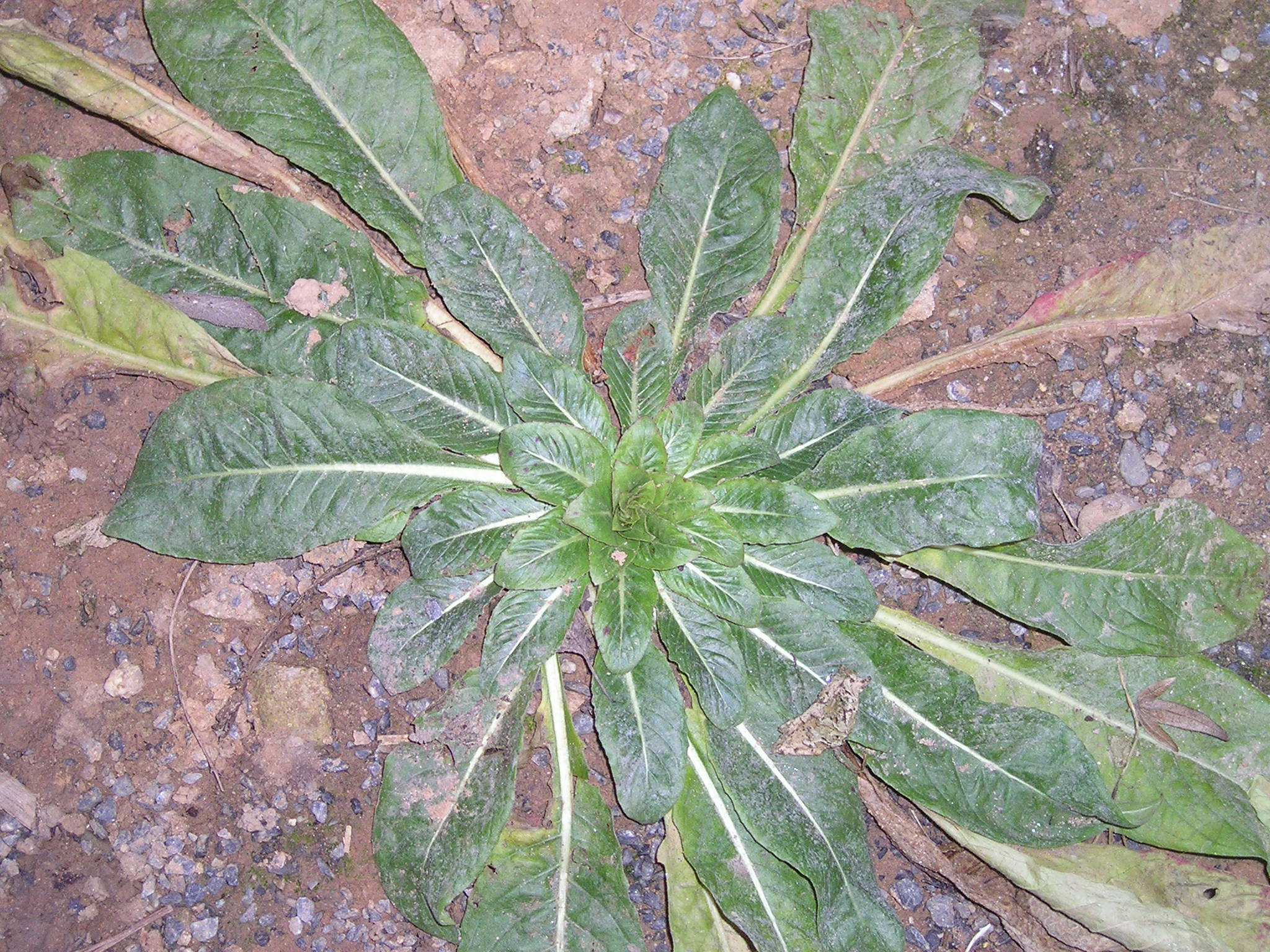
ロゼット
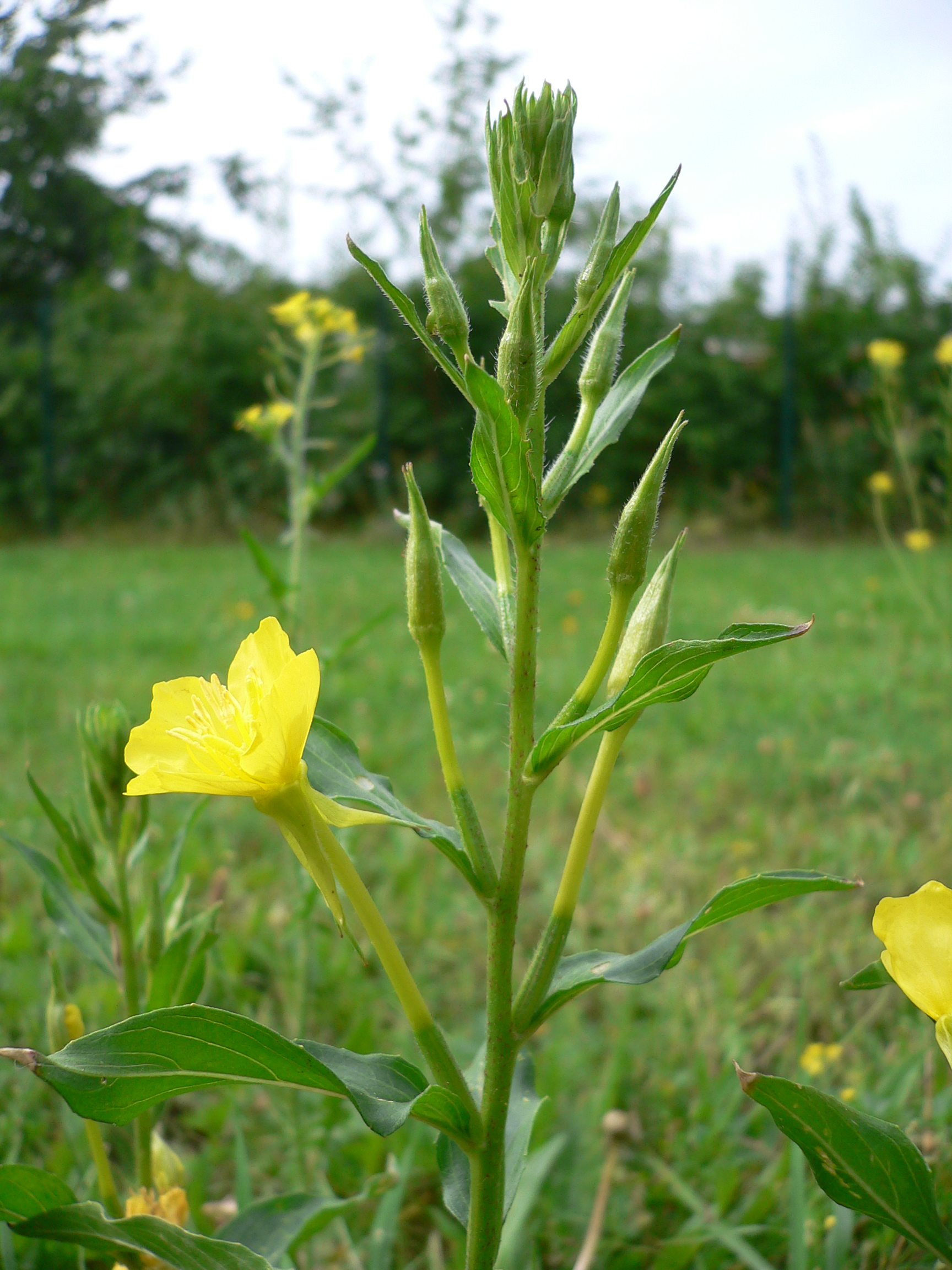
花
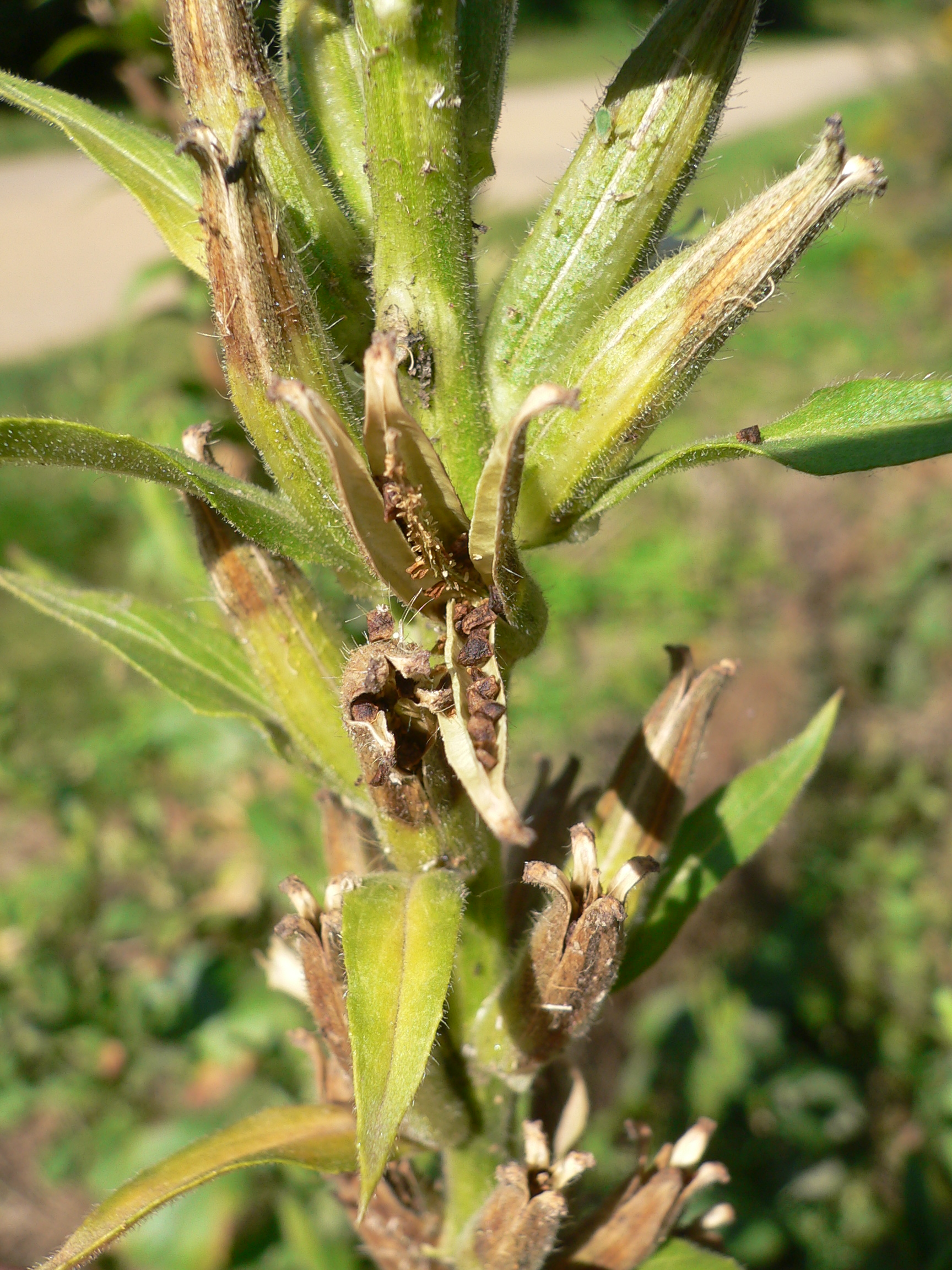
痩果
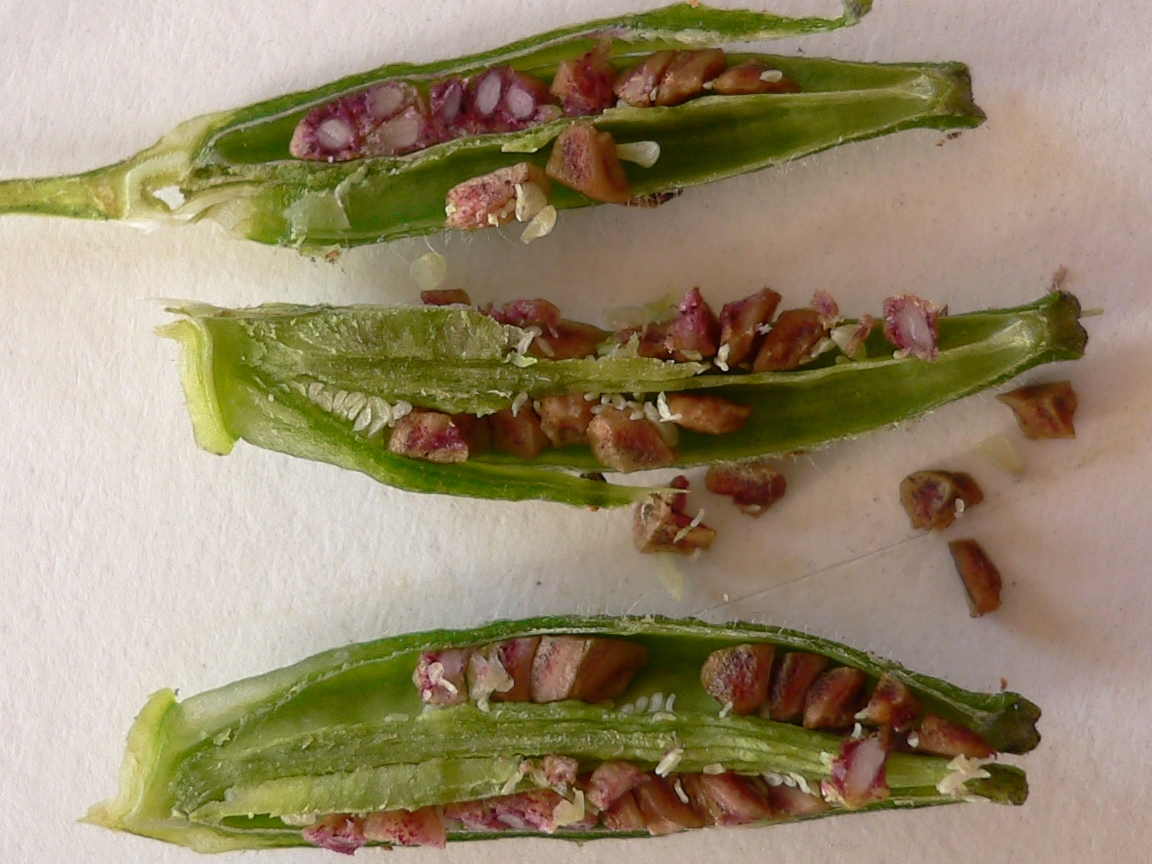
種子

非常に多くの型がある植物で、比較的花が小さく、花弁と花弁の間に隙間のあるものをアレチマツヨイグサ（Oenothera parviflora）と呼ぶ場合もある。また、花弁の横幅が大きく、隙間のないものをメマツヨイグサとよぶが、中間型が多く、花期によっても変化が見られるのではっきりしない。さらに、花径が4 - 5 cmに達するものや、茎に多少の赤点が混じるオオマツヨイグサとの中間種らしきものなどがあり、分類が難しい一群である。

## 分布・生育地
北アメリカ原産で、欧州や南半球でも生育する。日本では明治時代後期に確認されたとみられる。

## 利用
アメリカ原住民は、植物全体を傷に、根を痔に、葉は軽症の傷や、消化器の不良、咽喉の痛みに使った。今日ではその油が、月見草油（evening primrose oil）として利用され、湿疹、関節リウマチ、月経前症候群、更年期症状に利用されているが、ほとんどの健康状態に関しての科学的証拠が十分ではなく、湿疹では役に立たないと考えられる。乳がんに効くのではと取り上げられたこともあった。油は、ほとんどの人に安全である。
月見草油にはγ-リノレン酸が含まれる。